# TRAPPC3L
TRAPPC3L (англ. Trafficking protein particle complex 3 like) – білок, який кодується однойменним геном, розташованим у людей на 6-й хромосомі. Довжина поліпептидного ланцюга білка становить 181 амінокислот, а молекулярна маса — 20 566.
| 10         |  | 20         |  | 30         |  | 40         |  | 50         |
| ---------- |  | ---------- |  | ---------- |  | ---------- |  | ---------- |
| MSRPAHRRPE |  | YHKINKDLFV |  | LTYGALVAQL |  | CKDYEKDEDV |  | NQYLDKMGYG |
| IGTRLVEDFL |  | ARSCVGRCHS |  | YSEIIDIIAQ |  | VAFKMYLGIT |  | PSVTCNNSSK |
| NEFSLILEKN |  | PLVEFVEELP |  | AGRSSLCYCN |  | LLCGIIRGAL |  | EMVHLAADVT |
| FLQDRLKGDS |  | VTEIGITFLK |  | KRDEKKYRGK |  | K          |  |            |

A: Аланін

C: Цистеїн

D: Аспарагінова кислота

E: Глутамінова кислота

F: Фенілаланін

G: Гліцин

H: Гістидин

I: Ізолейцин

K: Лізин

L: Лейцин

M: Метіонін

N: Аспарагін

P: Пролін

Q: Глутамін

R: Аргінін

S: Серин

T: Треонін

V: Валін

Кодований геном білок за функцією належить до ліпопротеїнів. 
Задіяний у таких біологічних процесах, як транспорт, транспорт між ендоплазматичним ретикулумом і апаратом Гольджі, альтернативний сплайсинг. 
Локалізований у ендоплазматичному ретикулумі, апараті гольджі.